# Зазерци
Зазерци, още Зазерското езеро или Черкезкото езеро (на гръцки: Λίμνη Ζάζαρη, Лимни За̀зари), е езеро в Егейска Македония, Северна Гърция.
Езерото е разположено на територията на дем Суровичево (Аминдео), в северозападната част на котловината Саръгьол на надморска височина от 602 метра. Езерото е малко. Площта му е 1,845 квадратни километра, максималната дължина - 2,075 километра, максималната ширина - 1,425 километра, максималната дълбочина - 3 метра, а средната - 2,6 метра. Езерото е свързано с подземни канали със съседното Руднишко езеро (Химадитида), разположено на два километра по-ниско на юг.
На югоизточния бряг на езерото Зазерци е разположено село Свети Тодор или Черкезкьой, днес Лимнохори.
Основният приток на Зазерци е Зеленишката река, която е и главният замърсител на езерото, изхвърляйки в него отпадъците на село Зелениче (Склитро).
Двете езера Зазерци и Руднишко образуват обща екосистема, в която има 150 вида растения, 7 вида змии, 7 вида земноводни, 8 вида риби, 12 вида бозайници и 150 редки видове птици, живеещи в обраслите с тръстика езера, най-важният от които е белооката потапница (Aythya nyroca). Езерото заедно с Руднишкото е част от Натура 2000.